# Pawel Nikolajewitsch Jablotschkow

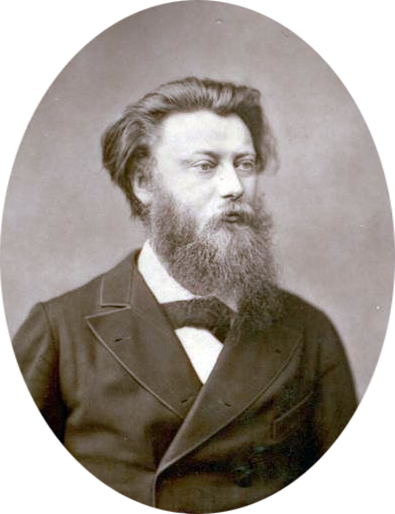
Pawel Nikolajewitsch Jablotschkow

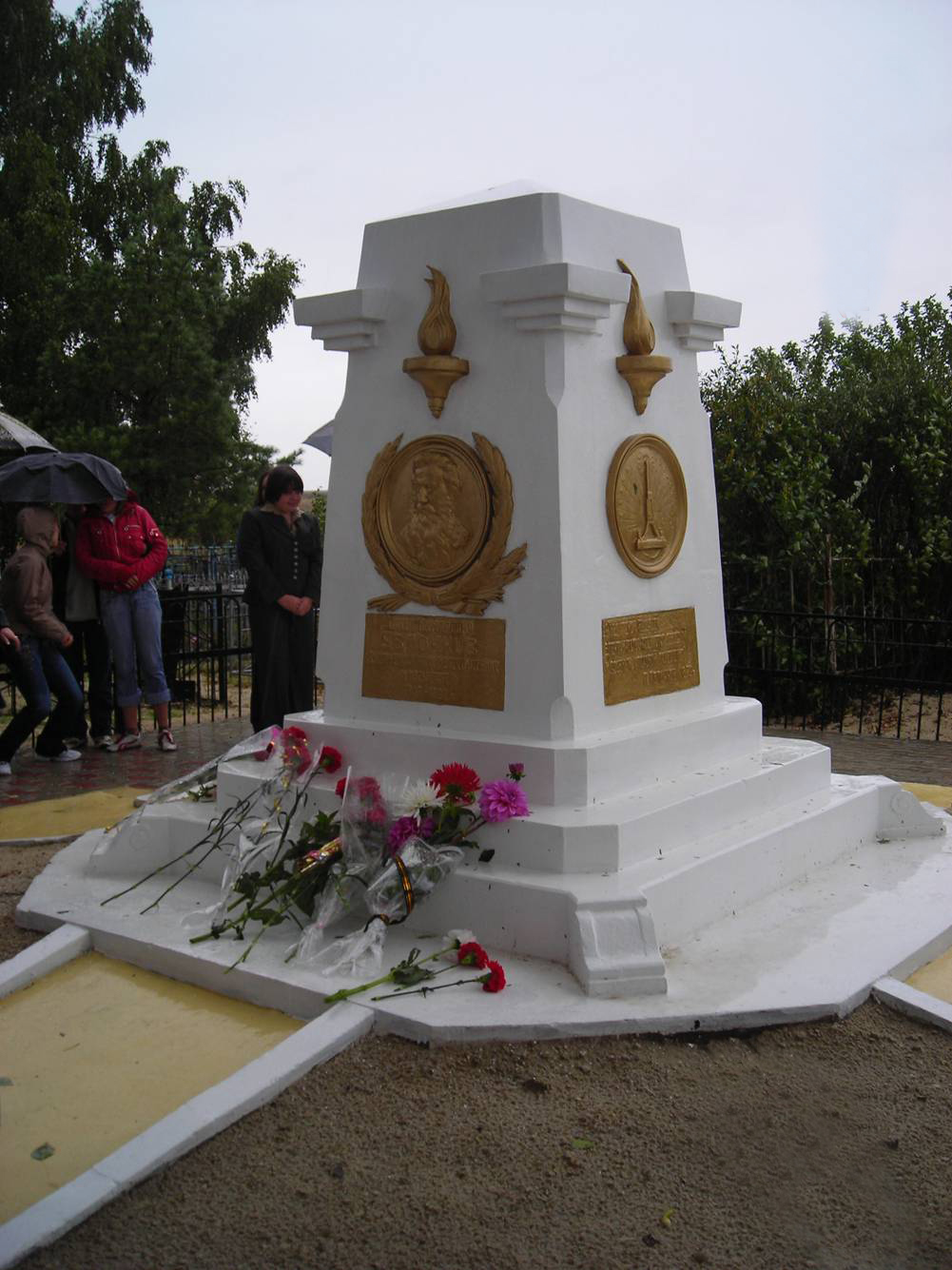
Das Denkmal auf dem Grab P. N. Jablotschkows (Dorf Sapozhok, Rtishchevsky Bezirk)

Pawel Nikolajewitsch Jablotschkow (russisch Павел Николаевич Яблочков; * 2. Septemberjul. / 14. September 1847greg. in Serdobsk bei Saratow, Russisches Kaiserreich; † 19. Märzjul. / 31. März 1894greg. in Saratow) war ein russischer Ingenieur und Erfinder. Große Bekanntheit erlangte er durch die Erfindung der jablotschkowschen Kerze, einer deutlichen Weiterentwicklung der Kohlebogenlampe. Er verwendete für deren Betrieb Induktionsspulen; einige Quellen sehen darin den prinzipiell weltweit ersten praktischen Transformator und Jablotschkow als dessen Erfinder.

## Leben und Wirken
Jablotschkow studierte an der St. Petersburger Militärisch ingenieurtechnischen Universität Ingenieurwissenschaften und Physik. Nach einer Tätigkeit im Heeresdienst arbeitete er im Telegrafenwesen und widmete sich elektrotechnischen Forschungen.
Unter anderem befasste er sich mit dem Problem, einen – trotz des ständigen Abbrandes an den Elektroden – konstanten Elektrodenabstand bei den damaligen Kohlebogenlampen zu gewährleisten. 1875 stellte er seine einfache Lösung vor: Er ordnete die Kohleelektroden parallel zueinander an und trennte sie durch eine Isolierschicht, die mit den Elektroden abbrannte. Die sogenannte „jablotschkowsche Kerze“ ließ er 1876 in Paris patentieren und im industriellen Maßstab produzieren. Zudem beschäftigte er sich mit dem wirtschaftlichen Einsatz seiner Lampen in größeren Beleuchtungsanlagen.
Im Jahr 1879 machte er sich mit einer Firma für elektrische Beleuchtungsanlagen selbständig und arbeitete zugleich an der Verbesserung mehrerer elektrischer Geräte wie Dynamomaschinen und Akkumulatoren. Er präsentierte seine Produkte auf allen wichtigen Ausstellungen seiner Zeit in Russland und im europäischen Ausland. Abgelöst wurden die jablotschkowschen Kerzen durch die von Friedrich von Hefner-Alteneck erfundene Differenzialbogenlampe. Gegen die aufkommende mächtige Konkurrenz  auf dem Gebiet der Beleuchtungsanlagen (Differenzialbogenlampe von Siemens und Glühlampe von Edison) konnte sich Jablotschkow nicht mehr durchsetzen.
Ende der 1880er Jahre entwickelte Jablotschkow ein Elektromobil, das neben dem Elektroauto der deutschen Maschinenfabrik A. Flocken zu den ersten PKW mit Elektroantrieb zählt.
Jablotschkow war ein aktiver Freimaurer. Er wurde 1876 von der Grande Loge de France in den Schottischen Ritus berufen.

## Ehrungen
1970 wurde der Mondkrater Yablochkov nach ihm benannt.
Seit 1995 wird von der Russischen Akademie der Wissenschaften für herausragende Leistungen auf dem Gebiet der Elektrotechnik der Jablotschkow-Preis verliehen.